# Durchleitung von Wasser und Abwasser
Die Durchleitung von Wasser und Abwasser ist ein Tatbestand des deutschen Wasserrechts. Er regelt die zwangsweise Duldung des Durchleitens von Wasser und Abwasser durch den Eigentümer bzw. Nutzungsberechtigten eines Grundstücks auf der Grundlage eines öffentlich-rechtlichen Verwaltungsaktes.

## Rechtsgrundlage
§ 93 Wasserhaushaltsgesetz ermächtigt die Verwaltungsbehörde (Wasserbehörde), einen Eigentümer bzw. Nutzungsberechtigten eines Grundstückes durch Erlass einer Duldungsverfügung zu verpflichten, das Durchleiten von Wasser und Abwasser sowie die Errichtung und Unterhaltung der dazu dienenden Anlagen zu dulden, soweit dies zur Entwässerung oder Bewässerung von Grundstücken, zur Wasserversorgung, zur Abwasserbeseitigung, zum Betrieb einer Stauanlage oder zum Schutz vor oder zum Ausgleich von Beeinträchtigungen des Natur- oder Wasserhaushalts durch Wassermangel erforderlich ist.

## Tatbestandsvoraussetzungen
Nach § 93 Satz 2 i. V. § 92 Satz 2 WHG ist der Erlass der Duldungsverfügung nur zulässig, wenn das Vorhaben anders nicht ebenso zweckmäßig oder nur mit erheblichem Mehraufwand durchgeführt werden kann und der von dem Vorhaben zu erwartende Nutzen erheblich größer als der Nachteil des Betroffenen ist.

## Verfahren
Die Behörde wird auf Antrag tätig; Antragsteller ist in der Regel derjenige, der die Durchleitung begehrt.
Mit dem Antrag ist die Notwendigkeit der Leitungsführung bzw. der konkrete Mehraufwand alternativer Leitungsführungen durch den Antragsteller nachzuweisen. Auch ist zu belegen, dass eine Alternative durch ein zivilrechtliches Leitungsrecht z. B. in Form der Eintragung einer Grunddienstbarkeit nicht besteht, bzw. dass über ein solches keine Einigung zwischen den Beteiligten erzielt werden konnte.

## Entschädigung
Soweit die Duldungs- oder Gestattungsverpflichtung das Eigentum unzumutbar beschränken, ist hierfür gemäß § 95 WHG eine Entschädigung zu leisten. Verfahren und Höhe der Entschädigung richten sich nach §§ 96ff. WHG.

## Ähnliche Regelungen
Eine weitere Rechtsgrundlage für die Duldungspflicht findet sich in § 8 AVBWasserV.
- Durchleitungsrecht (Schweiz)
- Notwegerecht